# Station Kumatori
 Station Kumatori  (熊取駅,  Kumatori-eki) is een spoorwegstation in de Japanse stad Kumatori, gelegen in de prefectuur Ōsaka. Het wordt aangedaan door de Hanwa-lijn. Het station heeft vier sporen, gelegen aan twee eilandperrons.

## Treindienst

### JR West
| 1,2 | ■ Hanwa-lijn | richting Hineno en Wakayama      |
| 3,4 | ■ Hanwa-lijn | richting Ōtori, Tennōji en Ōsaka |

## Geschiedenis
Het station werd in 1930 geopend. In 1997 werd het spoor tot boven het maaiveld verhoogd.

## Overig openbaar vervoer
Er bevindt zich een bushalte nabij het station welke wordt aangedaan door bussen van het netwerk van Wakayama en Nankai.

## Stationsomgeving
- Osaka Universiteit voor Bewegingswetenschappen
- Osaka Universiteit voor Toerisme
- Kansai Universiteit voor Medische Wetenschappen
- FamilyMart
- Circle-K
- McDonald's
- Autoweg 170
- Fūkokorono-ziekenhuis